# Lee Sang-yeop
Lee Sang-yeop (hangul 이상엽, ur. 2 października 1972 w Pusan) – południowokoreański szpadzista, dwukrotny medalista mistrzostw świata.
Podczas mistrzostw świata w Atenach w 1994 roku Koreańczycy w składzie: Lee Sang-ki, Lee Sang-yeop, Yoon Won-jin i Ku Kyo-dong zdobyli brązowy medal w szpadzie drużynowej. W tej samej konkurencji zdobył też brązowy medal na mistrzostwach świata w Lizbonie w 2002 roku.
Wystartował na igrzyskach olimpijskich w Barcelonie w 1992 roku, gdzie zajął 10. miejsce w zawodach drużynowych. Na rozgrywanych osiem lat później igrzyskach olimpijskich w Sydney drużynowo był czwarty, a indywidualnie zajął dwunastą pozycję. Brał również udział w igrzyskach olimpijskich w Atenach w 2004 roku, indywidualnie zajmując dwunaste miejsce.
Ponadto zdobył brąz drużynowo na igrzyskach azjatyckich w Hiroszimie (1994), złoto drużynowo na igrzyskach azjatyckich w Bangkoku (1998) oraz kolejny brąz na igrzyskach azjatyckich w Pusan (2002).